# John Cowper Powys
Pour les articles homonymes, voir Cowper.
John Cowper Powys (8 octobre 1872 – 17 juin 1963) est un écrivain, conférencier et philosophe britannique (anglo-gallois).

## Biographie
John Cowper Powys est né à Shirley dans le Derbyshire, où son père Charles Francis Powys (1843-1923) officiait comme pasteur. Son nom intermédiaire (Middle name) est un hommage au poète William Cowper, dont descendait sa mère. Il est l'ainé d'une fratrie de onze enfants; deux de ses frères, Llewelyn Powys et T. F. Powys sont également devenus des écrivains de renom. Les autres membres de la fratrie se sont illustrés dans les arts.
John Cowper étudie à Sherborne School et au Corpus Christi College de l'université de Cambridge. Il épouse Margaret Lyon (1874-1947) le 6 avril 1896. Un fils, Littleton Alfred Powys, naît de leur union en 1902 (décédé en 1954). John Cowper Powys travaille comme enseignant à Brighton puis à Eastbourne, avant de devenir conférencier (Lecturer) itinérant en littérature pour le compte des universités d'Oxford et de Cambridge. Il exerce ensuite en Europe continentale et enfin aux États-Unis, où il vit de 1904 à 1934. Son mariage se détériore et Powys se sépare de Margaret sans pour autant divorcer ni cesser d'entretenir sa femme et son fils à distance. En 1921, il rencontre l'américaine Phyllis Playter (1894-1982) avec qui il restera jusqu'à la fin de sa vie.
Aux États-Unis, son œuvre trouve un défenseur en la personne de Theodore Dreiser. John Cowper Powys participe en 1929 à un débat public avec Bertrand Russell à propos du mariage. Il prend la défense du roman de James Joyce, Ulysse, lors de son premier procès pour obscénité. Il entre aussi en correspondance avec la féministe et anarchiste américaine Emma Goldman qui le mentionne favorablement dans son autobiographie.
Il se fait connaître en tant que poète et essayiste, puis se met à écrire une série de romans remarqués pour leur recréation détaillée et intensément sensuelle du temps, des lieux et des personnages.
De retour au Royaume-Uni, il séjourne brièvement dans le Dorset, en Angleterre, puis s'installe à Corwen au pays de Galles et enfin à Blaenau Ffestiniog , où il écrit principalement des romans historiques (dont deux situés au pays de Galles) et des œuvres de fantasy magique. Il y demeure jusqu'à sa mort.

## L'écrivain
L’œuvre de Powys se partage principalement entre des romans et des essais philosophiques.
Si Powys publie régulièrement des essais et œuvres de fiction aux États-Unis dès 1915, ce n’est qu’à partir de la parution en 1929 de Wolf Solent (première traduction française en 1931) que se bâtit sa réputation de romancier, tant sur plan critique que commercial. Wolf Solent est généralement considéré comme le premier des « romans du Wessex », série dont font également partie Les Enchantements de Glastonbury (1932), Les Sables de la Mer (1934) et Camp Retranché (1936). Le cadre géographique de ces romans (les comtés du Dorset et Somerset) les situe dans un contexte personnel propre à Powys, et fait également écho aux romans de Thomas Hardy.
Ces romans qui demeurent les mieux connus et étudiés sont suivis par une autre série, inspirée elle plus clairement par le Pays de Galles et les réminiscences des anciennes mythologies: Owen Glendower (1941) et Porius (1951). Ces deux romans, partie historiques, partie mythiques, s'enfoncent toujours plus loin dans le passé. Owen Glendower suit une foule de personnages dont le jeune Rhisiart engagé dans la lutte pour l'indépendance du Pays de Galles face à l'Angleterre, en pleine Guerre de Cent Ans. Porius narre la destinée compliquée du prince Porius, un gallois combattant au sein d'une alliance de divers peuples contre les invasions saxonnes, aux confins du Ve siècle ap. J. C., dans le sillage du Roi Arthur. Le druide Myrddin (Merlin), personnage important du roman, y incarne le contact entre l'homme et la magie du monde. Ces deux romans, écrits pendant et peu après la Seconde Guerre Mondiale, portent la trace du conflit, jouent sur les parallélismes historiques, et interrogent une nouvelle fois la place de l'individu dans le chaos de l'Histoire, le mystère du monde.
L'écriture de Powys décrit des états de conscience élevés résultant d'une révélation mystique, ou de l'expérience d'un plaisir ou d'une souffrance extrêmes. Powys a aussi écrit des ouvrages de philosophie et de critique littéraire, dont notamment un des premiers hommages à Dorothy Richardson. Il est également connu pour son engagement contre la vivisection.
Ses romans se caractérisent par leur longueur et la quantité de personnages. Powys y montre un attachement pour l'occulte et une vision animiste du monde qui, entre autres choses, confère aux objets inanimés, comme le soleil dans Les Enchantements de Glastonbury, une âme et un point de vue. Le charme de ses livres n'atteint pas certains lecteurs, tandis que d'autres en sont profondément touchés.
Powys est également l'auteur d'une volumineuse correspondance. Un recueil de lettres à son ami de longue date et biographe Louis Wilkinson (lui-même connu pour sa relation étroite avec Aleister Crowley) est publié de son vivant. De nombreux volumes de correspondance paraissent après sa mort.
En 1965, Marie Canavaggia reçoit le « Prix Gustave Le Métais-Larivière » de l’Académie française pour sa traduction d'Autobiographie de John Cowper Powys.

## Réception de son œuvre et hommages
En 1958, Powys reçoit une plaque de bronze de la part de l'Académie des Arts de Hambourg, "en reconnaissance de ses exceptionnels services rendus à la littérature et à la philosophie",. Il est nommé trois fois pour le Prix Nobel de littérature entre 1958 et 1962.
À l'occasion de la parution en français de l'Autobiographie en 1965, deux ans après la mort de Powys, Marcel Brion de l'Académie Française le qualifie dans Le Monde d'écrivain hors-pair qu'il importe de redécouvrir.
L'œuvre de John Cowper Powys a reçu les éloges de personnalités aussi diverses que les écrivains Henry Miller, Martin Amis, George Steiner, Margaret Drabble, Marc-Édouard Nabe, ou le pianiste classique Glenn Gould. Le réalisateur britannique John Boorman a confié avoir eu au début de sa carrière le projet d'adapter au cinéma Les Enchantements de Glastonbury.

## Œuvres

### Romans
- Wood and Stone (1915) Publié en français sous le titre Wood and Stone, traduit par Patrick Reumaux, Paris, Phébus, coll. « D'Aujourd'hui. Domaine étranger », 1991  (ISBN 2-85940-209-8)
- Rodmoor (1916) Publié en français sous le titre Rodmoor, traduit par Patrick Reumaux, Paris, Le Seuil, coll. « Le Don des langues », 1992, réédition Le Bruit du temps, préface d'Amaury Nauroy, 2021  (ISBN 978-2-35873-158-4)
- After My Fashion (écrit en 1919, publié en 1980) Publié en français sous le titre Comme je l'entends, traduit par Robert Pépin, Paris, Le Seuil, coll. « Le Don des langues », 1989  (ISBN 2-02-010548-9) ; réédition, Paris, Seuil, coll. « Points. Roman » no 509, 1992  (ISBN 2-02-013402-0)
- Ducdame (1925) Publié en français sous le titre Givre et Sang, traduit par Diane de Margerie et François Xavier Jaujard , Paris, Le Seuil, 1973 ; réédition, Paris, LGF, coll. « Le Livre de poche » no 4911, 1977  (ISBN 2-253-01594-6) ; réédition, Paris, Seuil, coll. « Points. Roman » no 79, 1982  (ISBN 2-02-006213-5) ; réédition, Paris, Points, coll. « Points. Signatures » no 1859, 2008  (ISBN 978-2-7578-0753-8)
- Wolf Solent (1929) Publié en français sous le titre Wolf Solent, traduit par Serge Kaznakoff, Paris , Payot, 1931 ; réédition sous le même titre dans une nouvelle traduction par Suzanne Nétillard, Paris, Gallimard, coll. « Du monde entier », 1967
- A Glastonbury Romance (1932) Publié en français sous le titre Les Enchantements de Glastonbury, 4 tomes, traduit par Jean Queval, Gallimard, coll. « Du monde entier », 1975-1976
- Weymouth Sands (1934), aussi paru sous le titre Jobber Skald sur le marché britannique Publié en français sous le titre Les Sables de la mer, traduit par Marie Canavaggia, Paris, Plon, coll. « Feux croisés », 1958 ; réédition, Paris, LGF, coll. « Le Livre de poche » no 3328, 1972 ; réédition, Paris, Christian Bourgois, 1983  (ISBN 2-267-00322-8) ; nouvelle traduction sous le titre Les Sables de Weymouth, par Jacqueline Peltier, avec une introduction de  Goulven Le Brech. Rennes : Les Perséides, 2024  (ISBN 978-2-37125-077-2)
- Maiden Castle (1936) Publié en français sous le titre Camp retranché, traduit par Marie Canavaggia, Paris, Grasset, 1967 ; réédition, Paris, Grasset, coll. « Les Cahiers rouge » no 96, 1988  (ISBN 2-246-15722-6)
- Morwyn: or The Vengeance of God (1937) Publié en français sous le titre Morwyn, la vengeance de dieu, traduit par Claire Malroux, Paris, H. Veyrier, coll. « Off », 1978  (ISBN 2-85199-181-7) ; réédition, Paris, Christian Bourgois, 1992  (ISBN 2-267-00836-X)
- Owen Glendower (1940) Publié en français sous le titre Owen Glendower (2 vol.: Les Forêts de Tywyn et Les Tours de Mathrafal), traduit par Patrick Reumaux, Paris, Phébus, coll. « D'Aujourd'hui. Étranger », 1996  (ISBN 2-85940-424-4) (vol. 1)  (ISBN 2-85940-425-2) (vol. 2) ; réédition, Paris, Phébus, coll. « Libretto », 2017  (ISBN 978-2-36914-364-2) (vol. 1)  (ISBN 978-2-36914-369-7) (vol. 2)
- Porius (1951, texte restauré en 1994)
- The Inmates (1952) Publié en français sous le titre La Fosse aux chiens, traduit par Daniel Mauroc, Paris, Le Seuil,, 1976  (ISBN 2-02-004379-3) ; réédition, Paris, LGF, coll. « Le Livre de poche » no 5500, 1981  (ISBN 2-253-02670-0) ; réédition, Paris, Le Seuil,, coll. « Points. Roman » no 215, 1985  (ISBN 2-02-008940-8)
- Atlantis (1954)
- The Brazen Head (1956) Publié en français sous le titre La Tête qui parle, traduit par Benard Géniès, Paris, Flammarion, coll. « Bibliothèque anglaise », 1987  (ISBN 2-08-066009-8)
- Up and Out (1957), deux courts romans (novellas) Publié en français sous le titre Les Montagnes de la lune, traduit par Michelle Tran Van Khai, Paris, Minerve, coll. « Domaine étranger », 1991  (ISBN 2-86931-047-1)
- Homer and the Aether (1959)
- All or Nothing (1960) Publié en français sous le titre Tout ou rien, traduit par François Xavier Jaujard et Guillaume Villeneuve, Paris, Minerve, coll. « Domaine étranger », 1988  (ISBN 2-86931-016-1)

### Philosophie
- The War and Culture (1914)
- The Complex Vision (1920)
- Psychoanalysis and Morality (1923) Publié en français sous le titre Psychanalyse et Moralité, traduit par Judith Coppel, Paris, Presses universitaires de France, 2009  (ISBN 978-2-13-057511-5)
- The Art of Forgetting the Unpleasant (1928) Publié en français sous le titre L'Art d'oublier le déplaisir, traduit par Marie-Odile Fortier-Masek, Paris, José Corti, coll. « En lisant en écrivant », 1997  (ISBN 2-7143-0619-5)
- The Meaning of Culture (1929) Publié en français sous le titre Le Sens de la culture, traduit par Marie-Odile Fortier-Masek, Lausanne, L'Âge d'Homme, coll. « Bibliothèque l'Âge d'Homme », 1981
- In Defense of Sensuality (1930) Publié en français sous le titre Apologie des sens, traduit par Michelle Tran Van Khai, Paris, J.-J. Pauvert, 1975  (ISBN 2-7202-0052-2) ; réédition, Paris, LGF, coll. « Le Livre de poche » no 4912, 1977  (ISBN 2-253-01595-4)
- A Philosophy of Solitude (1933) Publié en français sous le titre Une philosophie de la solitude, Pairs, La Différence, coll. « Philosophia perennis », 1984  (ISBN 2-7291-0134-9) ; réédition, Paris, Allia, 2020  (ISBN 979-10-304-1267-3)
- The Art of Happiness (1935)Publié en français sous le titre L'Art du bonheur, traduit par Marie-Odile Fortier-Masek, Lausanne, L'Âge d'Homme, coll. « Bibliothèque l'Âge d'Homme. Domain anglo-saxon », 1995  (ISBN 2-8251-0578-3)
- Mortal Strife (1942)
- The Art of Growing Old (1944) Publié en français sous le titre L'Art de vieillir, traduit par Marie-Odile Fortier-Masek, Paris, José Corti, coll. « En lisant en écrivant », 1999  (ISBN 2-7143-0681-0) ; réédition, Paris, 10/18 coll. « Bibliothèques 10/18 » no 3523, 2003  (ISBN 2-264-03638-9)
- In Spite of: A Philosophy for Everyone (1953)

### Nouvelles
- The Owl, The Duck, and - Miss Rowe! Miss Rowe! (1930) Publié en français sous le titre Le hibou, le canard et Miss Rowe ! Miss Rowe !, traduit par Catherine Lieutenant, Verviers, La Thalamège, 1986 ; réédition dans une nouvelle traduction de Christine Armandet, Saint-Quentin-de-Caplong, Atelier de l'agneau, coll. « Transfert », 2007  (ISBN 978-2-930188-98-0)
- Romer Mowl and Other Stories (recueil publié en 1974)
- Real Wraiths (longue nouvelle, publiée en 1974) Publié en français sous le titre Spectres réels, traduit par Catherine Lieutenant, Verviers, La Thalamège, 1986
- Two and Two (longue nouvelle, publiée en 1974)
- You and Me (longue nouvelle, publiée en 1975)
- Three Fantasies (recueil publié en 1985)
  - Abertackle
  - Cataclysm
  - Topsy-Turvy

### Poèmes
- Odes and Other Poems (1896)
- Poems 1899
- Wolf's Bane: Rhymes (1916) texte en ligne
- Mandragora: Poems (1917) texte en ligne
- Samphire (1922) texte en ligne
- Lucifer: A Poem (1956)
- John Cowper Powys: A Selection from His Poems, éd. Kenneth Hopkins. Macdonald, Londres (1964)

### Autres œuvres
- Autobiography (1934) - prix de l'Académie française Publié en français sous le titre Autobiographie, traduit par Marie Canavaggia, Paris, Gallimard, coll. « Du monde entier », 1965 ; réédition, Paris, Gallimard, coll. « Du monde entier », 1987  (ISBN 2-07-025219-1)

### Critique littéraire
- Visions and Revisions (1915) Online text
- Suspended Judgements (1916) : Project Gutenberg  Publié en français de façon partielle sous le titre Jugement suspendu sur Oscar Wilde, (suivi de L'Âme de l'homme sous le socialisme d'Oscar Wilde), traduits par Catherine Lieutenant, Verviers, La Thalamège, 1986 Publié en français de façon partielle sous le titre "Ulysse" de Joyce : une appréciation, traduit et préfacé par Philippe Blanchon, Toulon, Éditions de la Nerthe, coll. « La petite classique », 2013 Publié en français sous le titre Jugements réservés, traduit par Jacqueline Peltier, Lannion, Penn Maen, 2016  (ISBN 978-2-9556376-0-9)
- One Hundred Best Books (1916) : Project Gutenberg
- The Religion of a Sceptic (1925)  Publié en français sous le titre La Religion d'un sceptique, (suivi de Anatole France, tiré de Jugements réservés), traduits par Judith Coppel-Grozdanovitch, Paris, José Corti, coll. « En lisant en écrivant », 2004  (ISBN 2-7143-0842-2)
- Dorothy Richardson (1931)
- The Enjoyment of Literature (1938), paru sous le titre The Pleasures of Literature en Grande-Bretagne Publié en français sous le titre Les Plaisirs de la littérature, traduit par Gérard Joulié, Lausanne, L'Âge d'Homme, coll. « Au cœur du monde », 1995  (ISBN 2-8251-0578-3)
- Dostoievesky (1946) Publié en français sous le titre Dostoïevski, traduit par Guillaume Villeneuve, préface de Marc-Édouard Nabe, Paris, Bartillat, 2000  (ISBN 2-84100-242-X)
- Obstinate Cymric : Essays 1935–47 (1947)
- Rabelais (1948) Publié en français sous le titre Rabelais, traduit par Catherine Lieutenant, Verviers, La Thalamège, 1990  (ISBN 978-2873630003)

### Théâtre
- Paddock Calls (1984), publication posthume

### Correspondances
- Letters of John Cowper Powys to Louis Wilkinson 1935–1956 (1958) Publié en français sous le titre Confessions de deux frères, Paris, Granit, coll. « du cadran » no 2, 1992  (ISBN 2-86281-154-8)
- John Cowper Powy: Letters to Nicholas Ross, éd. Arthur Uphill (1971)
- John Cowper Powys: Letters 1937–54, éd. Iorwerth C. Peate (1974)
- Letters of John Cowper Powys to His Brother Llewelyn, éd. Malcolm Elwin. 2 vols. (1975) Publié en français sous le titre Esprits-frères, lettres choisies et traduites par Christiane Poussier et Anne Bruneau, Paris, José Corti, 2001  (ISBN 2-7143-0745-0)
- Letters to Henry Miller from John Cowper Powys (1975) et Proteus and the Magician: The Letters of Henry Miller and John Cowper Powys, éd. Jacqueline Peltier (2014) Publié en français sous le titre Correspondance privée, traduit, annoté et présenté par Nordine Haddad, Paris, Critérion, 1994  (ISBN 2-7413-0089-5)
- Powys to Knight: Letters of John Cowper Powys to G. R. Wilson Knight, éd. Robert Blackmore (1983)
- Jack and Frances: The Love Letters of John Cowper Powys to Frances Gregg, éd. Oliver Wilkinson, assisté par Christopher Wilkinson, 2 vols. (1994)
- Powys to Sea Eagle: Letters of John Cowper Powys to Philippa Powys, éd. Anthony Head (1996) Publié en français, avec d'autres textes, sous le titre Scènes de chasse en famille, Rouen, É. Brunet, 2003  (ISBN 2-910776-11-5)
- Powys and Emma Goldman: Letters of John Cowper Powys and Emma Goldman, éd. David Goodway (2008)
- The Correspondence of James Purdy and John Cowper Powys 1956–1963", éd. Michael Ballin et Charles Lock, Powys Journal, Vol. XXIII (août 2013)
- 'A Philosophical Writer' in French : The Letters of John Cowper Powys to Jean Wahl 1937-1961, éd. Marcella Henderson-Peal et Charles Lock, Powys Journal, Vol. XXIV (2014)

### Journaux
- Petrushka and the Dancer: The Diaries of John Cowper Powys 1929–1939, éd. Morine Krissdóttir (1995) Publié en français sous le titre Petrouchka et la danseuse : journal, 1929-1939, traduit par Christiane Poussier et Anne Bruneau, édition établie et préfacée par Morine Krissdóttir, Paris, José Corti, coll. « Domaine étranger », 1998  (ISBN 2-7143-0638-1)

### Études sur John Cowper Powys
- Granit, n° 1-2, automne-hiver 1973, dirigé par François-Xavier Jaujard, éditions Nouveau quartier latin
- Plein Chant n° 42-43, 1988, cahier consacré à John Cowper Powys, rassemblé par Benjamin Stassen (ISBN 978-2-85452-217-4)
- Nicole Berry, La Terre-mère, suivi de Étude sur John Cowper Powys et Joseph Conrad, Paris, L'Harmattan, 2011  (ISBN 978-2-296-55344-6)
- Pierrick Hamelin et Goulven Le Brech, John Cowper Powys : une philosophie de la vie, Bécherel, Les Perséides, 2012  (ISBN 978-2-915596-83-0)